# Vouhenans
Vouhenans là một xã ở tỉnh Haute-Saône trong vùng Franche-Comté phía đông Pháp. Xã có diện tích 8,36 kilômét vuông, dân số năm 2006 là 419 người. Khu vực này có độ cao từ 277-333 mét trên mực nước biển.